# Les Cabannes (Tarn)
Les Cabannes (okzitanisch Las Cabanas) ist eine südfranzösische Gemeinde mit 366 Einwohnern (Stand 1. Januar 2022) in der Umgebung von Cordes-sur-Ciel im Département Tarn in der Region Okzitanien.

## Lage
Les Cabannes liegt auf dem Südufer des Flüsschens Cérou in der Kulturlandschaft des Albigeois nur gut 1 km (Fahrtstrecke) westlich von Cordes-sur-Ciel in einer Höhe von ca. 180 m ü. d. M. Das Klima ist gemäßigt; Regen fällt ganzjährig.

## Bevölkerungsentwicklung
| Jahr      | 1800 | 1851 | 1901 | 1954 | 1999 | 2013 |
| Einwohner | 348  | 745  | 491  | 321  | 320  | 373  |

Der Rückgang der Einwohnerzahlen im ausgehenden 19. und in der ersten Hälfte des 20. Jahrhunderts ist im Wesentlichen auf die Mechanisierung der Landwirtschaft zurückzuführen.

## Wirtschaft
Die Bewohner des Ortes lebten traditionell als Selbstversorger von der Landwirtschaft. In den Vorgängerorten von Les Cabannes blühte die Lederherstellung und -verarbeitung; auch kleinere Wassermühlen sind nachgewiesen. Die Steine zum Bau von Cordes stammen größtenteils von hier.

## Geschichte
Gerbereien, Mühlen und Steinbrüche bildeten die Grundlage der Eigenständigkeit von Les Cabannes, in dessen Ortsname die Erinnerung an die einfachen Behausungen der Handwerker und Steinmetze (cabannes) weiterlebt. Im Jahr 1538 wurde der Ort von den Protestanten in Brand gesetzt. Der heutige Ort entstand im Jahr 1840 durch die Zusammenlegung von Corrompis und Lacapelle-Sainte Luce.

## Sehenswürdigkeiten
- Die Kirche St-Antoine ist eine einschiffige Dorfkirche mit flacher Apsis und einfachem Glockengiebel.
- Der vorgelagerte Wehr- und Wachturm (donjon) des nicht mehr existenten Château de Corrompis mit seinem in ca. 4 m Höhe befindlichen Eingang wurde im Jahr 1974 zum Monument historique[4] erklärt.
- In seiner Nachbarschaft befindet sich ein schmiedeeisernes Lilienkreuz aus dem 16. Jahrhundert, welches im Jahr 1975 als Monument historique[5] anerkannt wurde.
- Die spätmittelalterliche Brücke Pont des Anes führt über den Cérou und bildet heute die Grenze zur westlich gelegenen Nachbargemeinde Vindrac-Alayrac; sie wurde im Jahr 2006 als Monument historique[6] anerkannt.

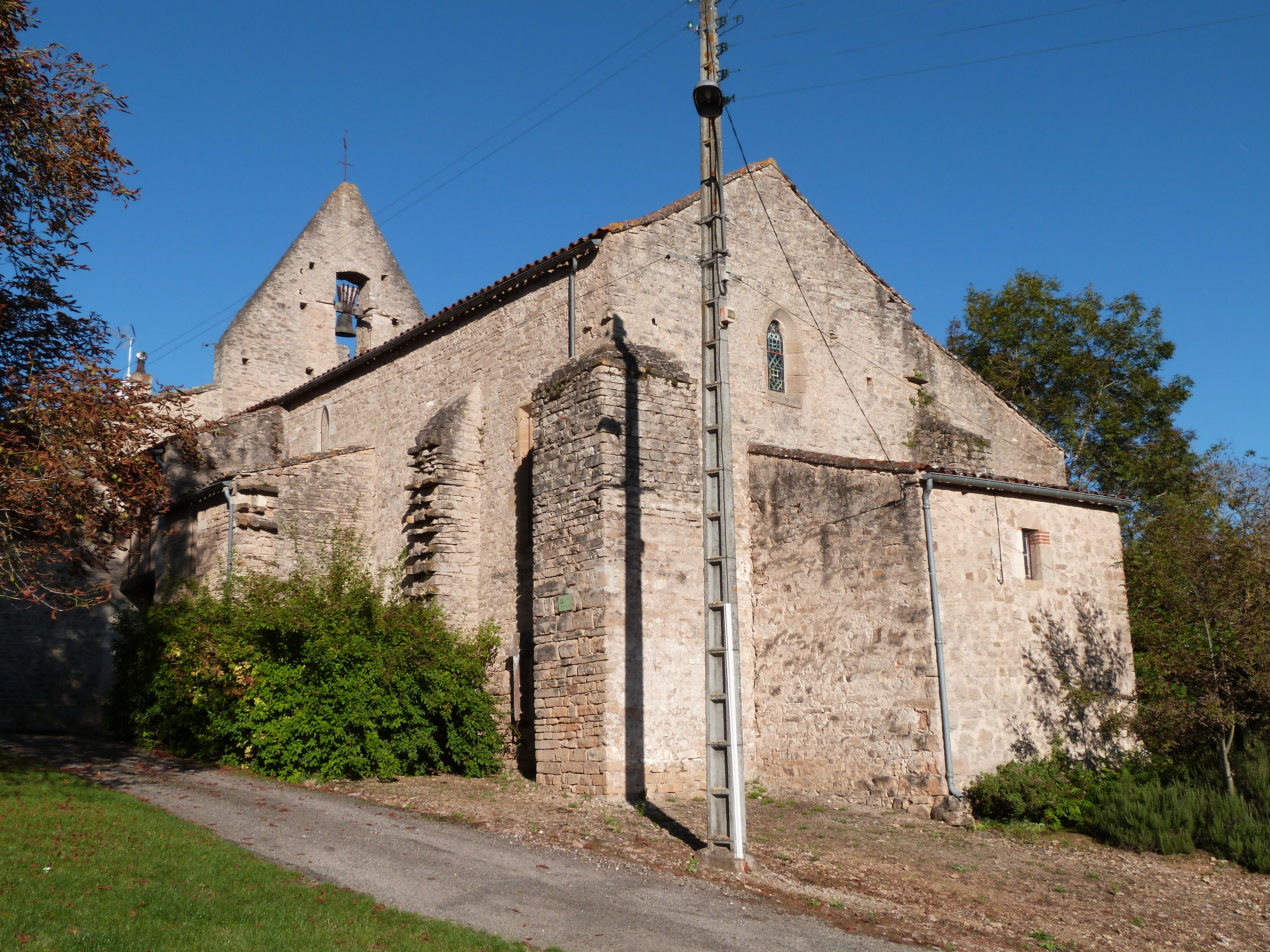
Kirche St-Antoine
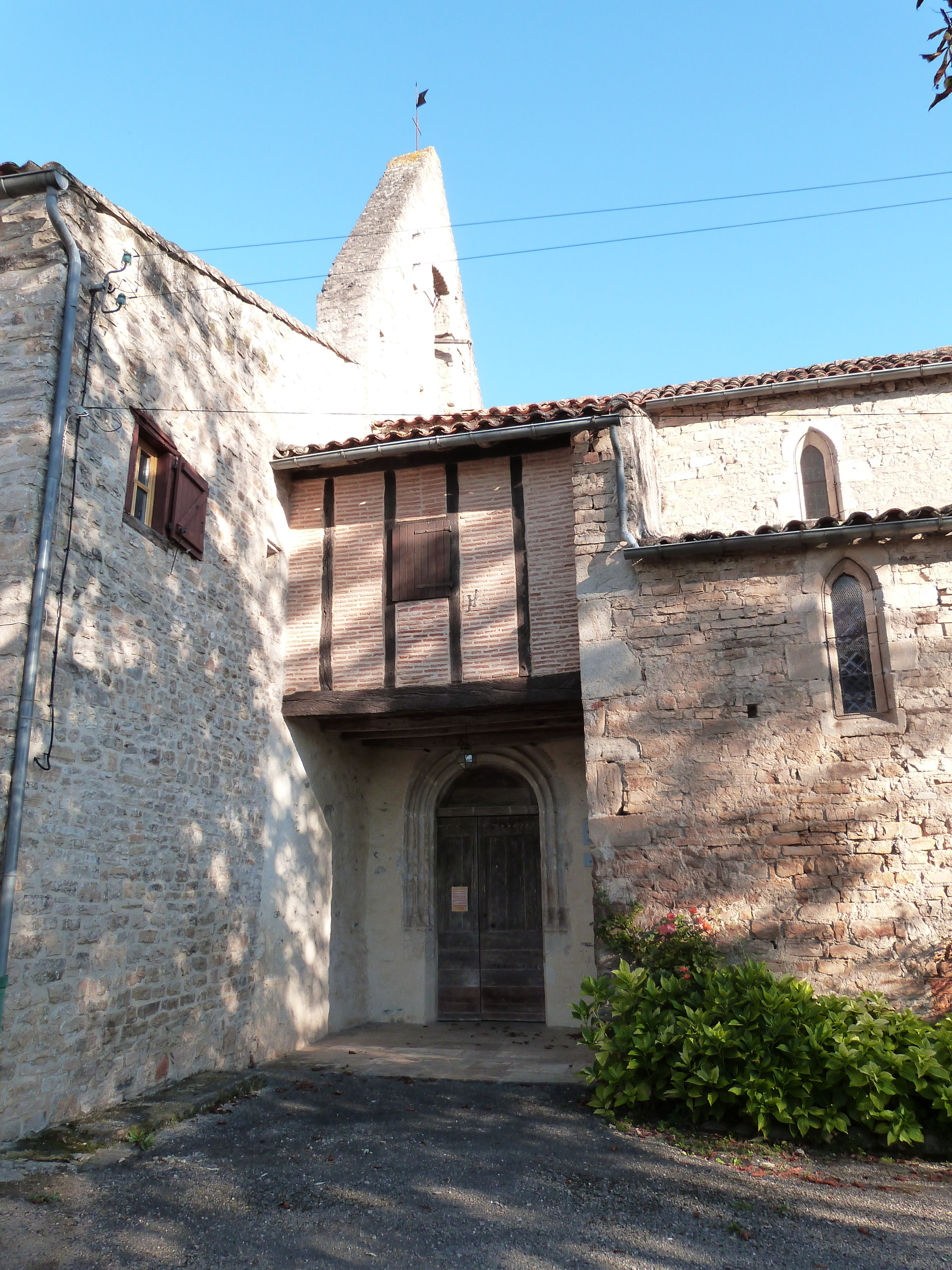
Eingang der Kirche St-Antoine
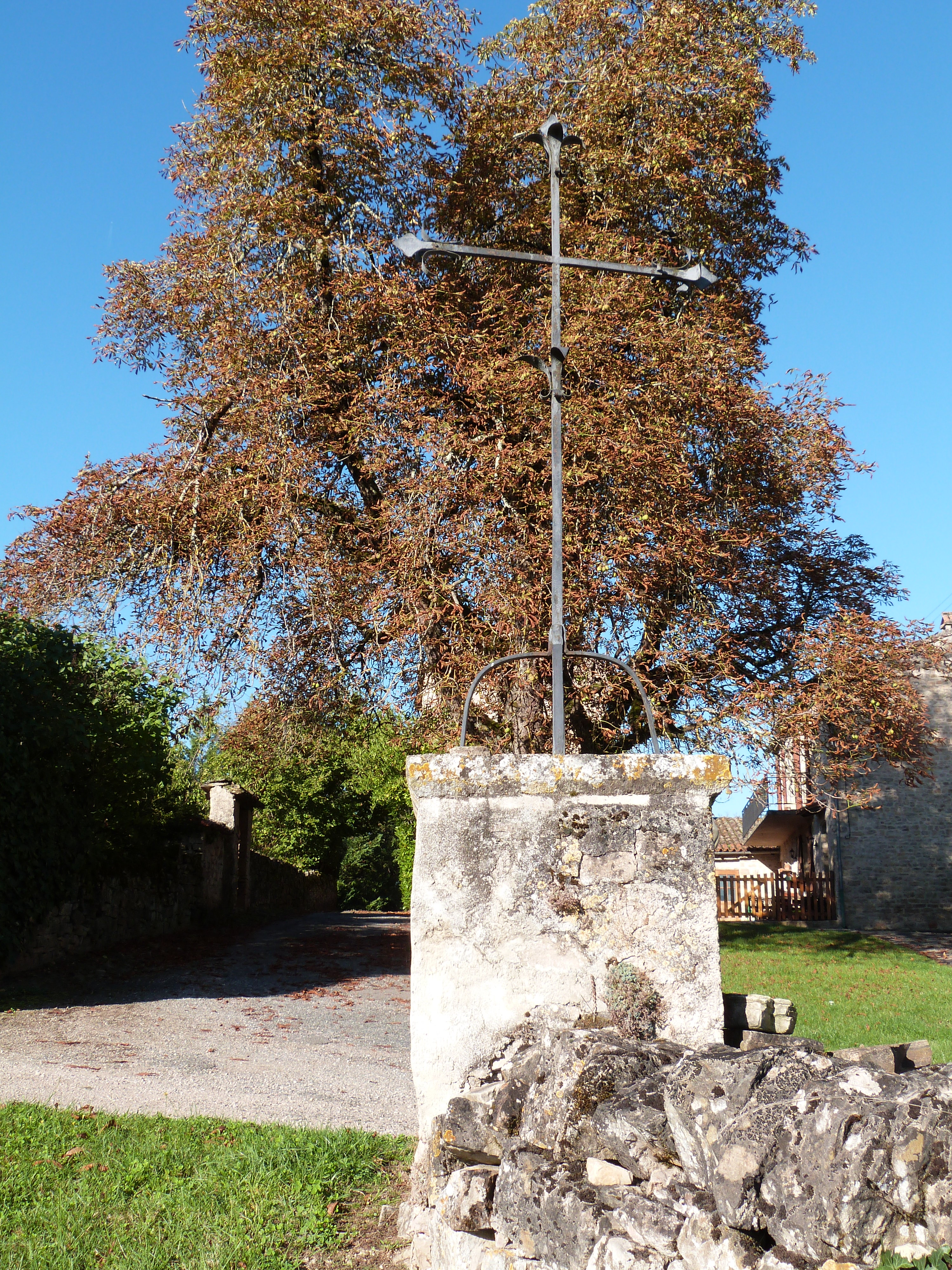
Kreuz auf dem Kirchplatz
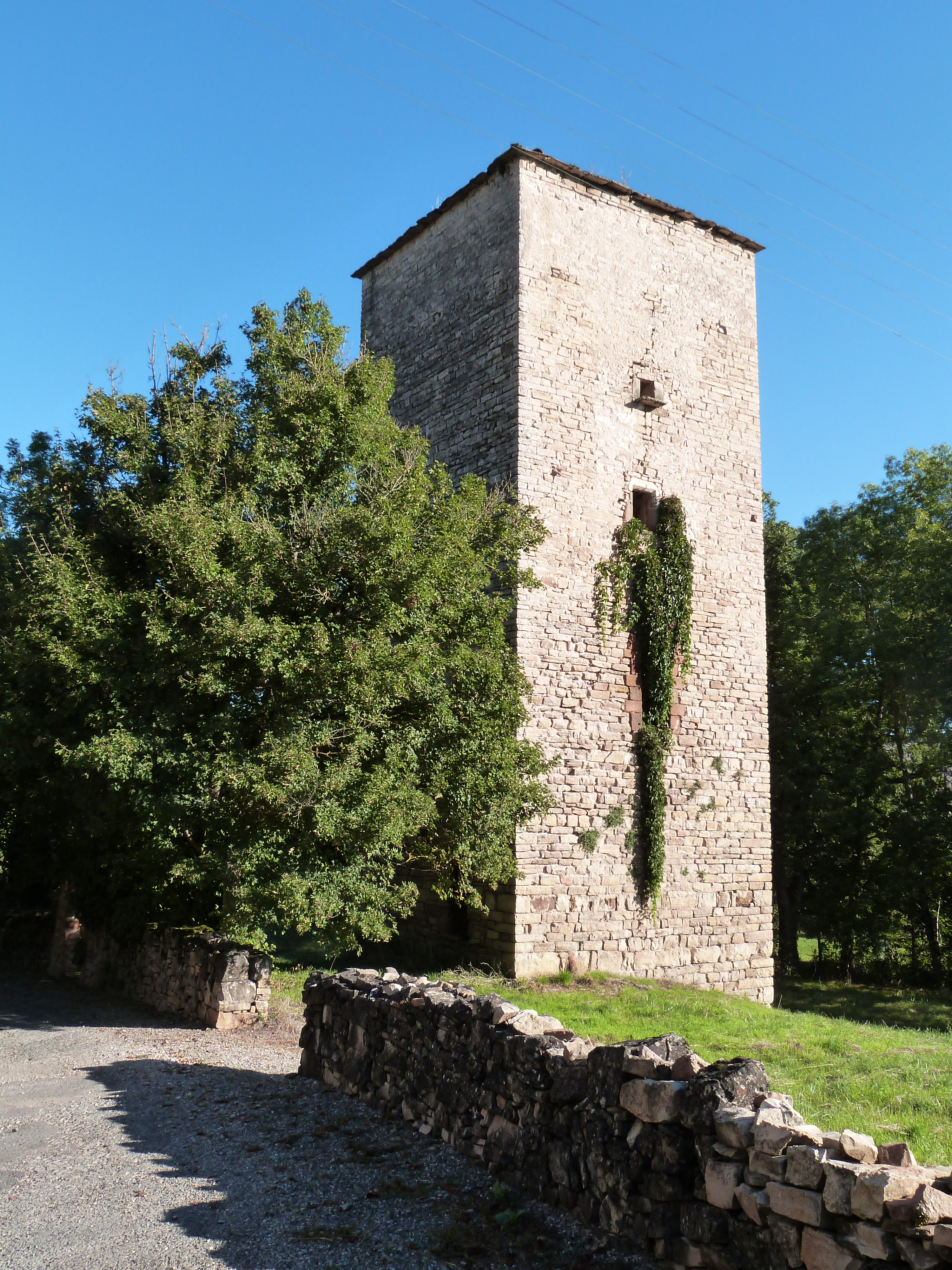
Donjon